# 埃坦布
埃坦布（法語：Eteimbes，法語發音：[etɛ̃b]）是法国上莱茵省的一个市镇，属于阿尔特基什区。

## 地理
埃坦布（47°42'11"N, 7°2'59"E）面积4.96 平方千米，位于法国大東部大區上莱茵省，该省份为法国东部内陆省份，是阿尔萨斯的一部分，今与下莱茵省组成了阿尔萨斯欧洲集体，其北临下莱茵省，西接孚日省，西南接贝尔福地区省，东侧沿莱茵河与德国相望，南与瑞士接壤。
与埃坦布接壤的市镇（或旧市镇、城区）包括：布雷滕、昂若、拉沙佩勒苏鲁日蒙、贝勒马尼、上苏尔茨巴克。

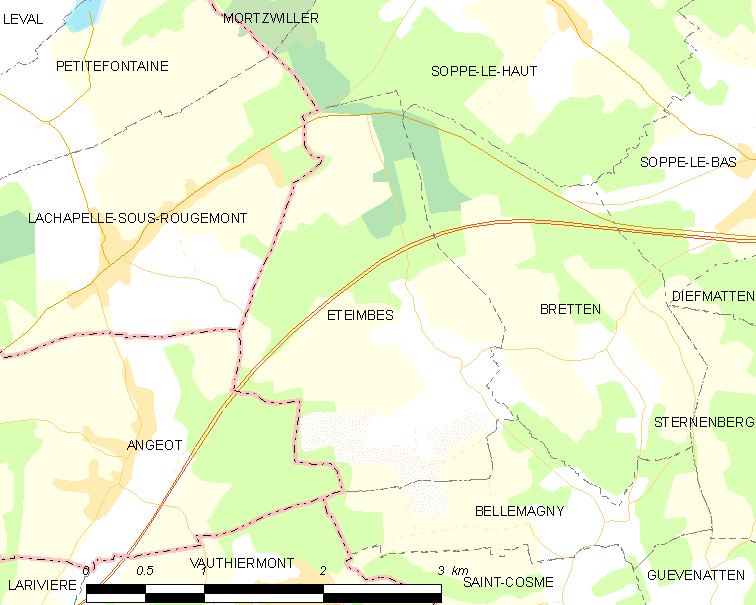
埃坦布的OSM定位图

埃坦布的时区为UTC+01:00、UTC+02:00（夏令时）。

## 行政
埃坦布的邮政编码为68210，INSEE市镇编码为68085。

## 政治
埃坦布所属的省级选区为马斯沃-尼德布吕克县。

## 人口

1962-2008年间埃坦布人口变化图示

埃坦布于2022年1月1日时的人口数量为397人。